# Rugozetes gladiator
Rugozetes gladiator är en kvalsterart som beskrevs av Balogh 1962. Rugozetes gladiator ingår i släktet Rugozetes och familjen Microzetidae. Inga underarter finns listade i Catalogue of Life.